# Baba – V bukách
Baba – V bukách je přírodní rezervace, která se nachází nedaleko městyse Bohdalov, půl kilometru východně od vsi Chroustov v okrese Žďár nad Sázavou. Přírodní rezervace byla vyhlášena v roce 1990, území se nachází v nadmořské výšce 605 až 698 metrů a zaujímá rozlohu 44,61 ha. Předmětem ochrany chráněného území je bukový porost, a to především acidofilní a květnaté bučiny. Jedná se o významné území s řadou chráněných druhů živočichů a rostlin. Největší vegetační zastoupení zde má stromového patro, konkrétně původní dřeviny a to především buk lesní a jedle bělokorá a zbytek zaujímá smrk ztepilý  a modřín opadavý. Z bylinného patra se zde vyskytuje řada dalších rostlin např. kopytník evropský, papratka samičí, ostřice kulkonosná, netýkavka nedůtklivá. Z fauny zde žijí různé druhy střevlíků, hnízdí zde čáp černý, který je silně ohrožený, dále lejsek malý, výr velký aj. Na vrcholu Baby nalezneme četné skály a kamenná moře. Územím prochází naučná stezka přírodním parkem Bohdalovsko. Ideální doba pro návštěvu přírodní rezervace je podzimní období, kdy jsou stromy typicky zbarvené.

## Historie

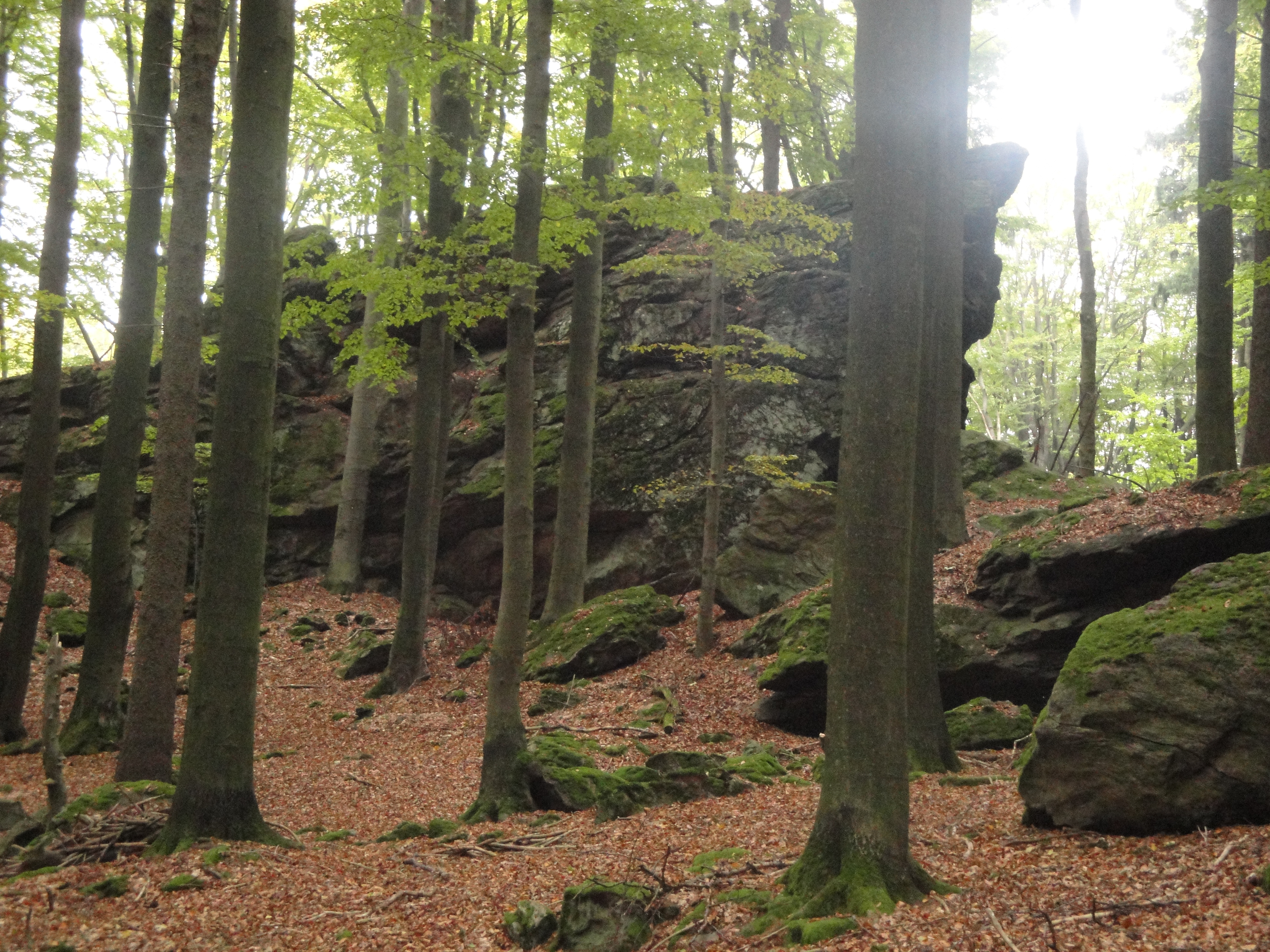
Skála Baba

V roce 1990 bylo chráněné území vyhlášeno přírodní rezervací. Vlivem historicky špatného lesního hospodářství pozorujeme v určitém úseku přírodní rezervace nevhodnou dřevinou skladbu, a to zastoupení smrku a modřínu, jelikož každý z nich tvoří v určitých částech monokulturu. Tyto porosty jsou citlivé na biotické faktory (lýkožrout smrkový) a vítr. Na druhou stranu se zde nenachází původní listnaté stromy, jako je jilm, javor, jedle, lípy. Kolem území nejsou žádné zemědělské plochy, takže zemědělství přírodní rezervaci v minulosti ani v současnosti (k roku 2011) neovlivňuje. Nedaleko přírodní rezervace se nachází malá rybniční soustava, ani ta nemá žádný významný vliv na rezervaci. Myslivecká činnost je na území vykonávaná dlouhodobě. Důvodem hospodaření je chov srnčí zvěře, její počet byl v minulosti vyšší, docházelo k okusům a velkým škodám na listnáčích, dále se zde nachází zvěř černá a zaječí. V minulosti nedocházelo na území ani k těžbě nerostných surovin.

## Přírodní poměry
Přírodní rezervace leží v Bítešské vrchovině, v komplexu Arnoleckých hor, jedná se o severně orientovaný, zalesněný svah hřbetu Baba. Území je obklopeno ze všech stran lesním porostem, na jeho vrcholu se nacházejí skály, balvanité sutě a kamenná moře. Terén je nakloněn na sever, severovýchod, sklon je prudší a směrem na severovýchod dochází k jeho poklesu.
Geologický podklad tvoří metamorfované horniny moldanubika a to především ruly a migmatity. Největší část zaujímají migmatitické biotitické ruly s kyanitem, které jsou provrásněné. Ve východní části se nacházejí biotitické migmatitické ruly až migmatity, většinou páskované. Na vrcholu území se nacházejí skály, na které navazují balvany, kamenná moře. Na daných horninách se nacházejí kyselé až silně kyselé kambizemě.

### Flóra
Lesní porosty tvoří zejména acidofilní bučiny, které se nacházejí na kyselých půdách, zastoupení bylinného patra je zde chudší. Na skalách jsou chudší typy květnatých bučin, s příměsí jedly bělokoré. Hlavními dřevinami jsou buk lesní (Fagus sylvatica), jedle bělokorá (Abies alba), dále javor klen (Acer pseudoplatanus), modřín opadavý (Larix decidua), smrk ztepilý (Picea abies), borovice lesní (Pinus sylvestris), lípa malolistá (Tilia cordata). Z bylinného patra zde najdeme především kopytník evropský (Asarum europium),vachtu trojlistou (Menyanthes trifoliata), dřípatku horskou (Soldanella montana) z kapradin pak papratku samičí (Athyrium filix-femina), bukovník kapraďovitý (Gymnocarpium dryopteris), puchýřník křehký (Cystopteris fragilis) některé druhy ostřic jako je například ostřice kulkonosná (Carex pilulifera), ostřice prstnatá (Carex digitata), dále netýkavku nedůtklivou (Impatiens noli-tangere), třtinu rákosovitou (Calamagrostis arundinaceae), sítinu rozkladitou (Juncus effusus), jestřábník zední (Hieracium murorum).
Lesní půdy jsou charakteristické specifickou strukturou danou tím, že se na jejich povrchu hromadí rostlinný opad, který se postupně přeměňuje na humózní materiál. Pro lesní půdy je také typický vysoký obsah biomasy mikroorganismů, a to zejména hub. Vyskytovaly se zde především saprotrofní druhy, zastoupení stopkovýtrusných hub je chudé a to díky malému množství mrtvého dřeva v lokalitě. Pro rozvoj saprotorofních druhů hub se navrhuje ponechání odumřelé hmoty na místě.
Nachází se zde dřevokazné houby, které parazitují na mrtvém i živém dřevě, způsobují řadu chorob dřeva. Roste zde například outkovka pestrá (Trametes versicolor), hlíva ústřičná (Pleurotus ostreatus). aj.

### Fauna

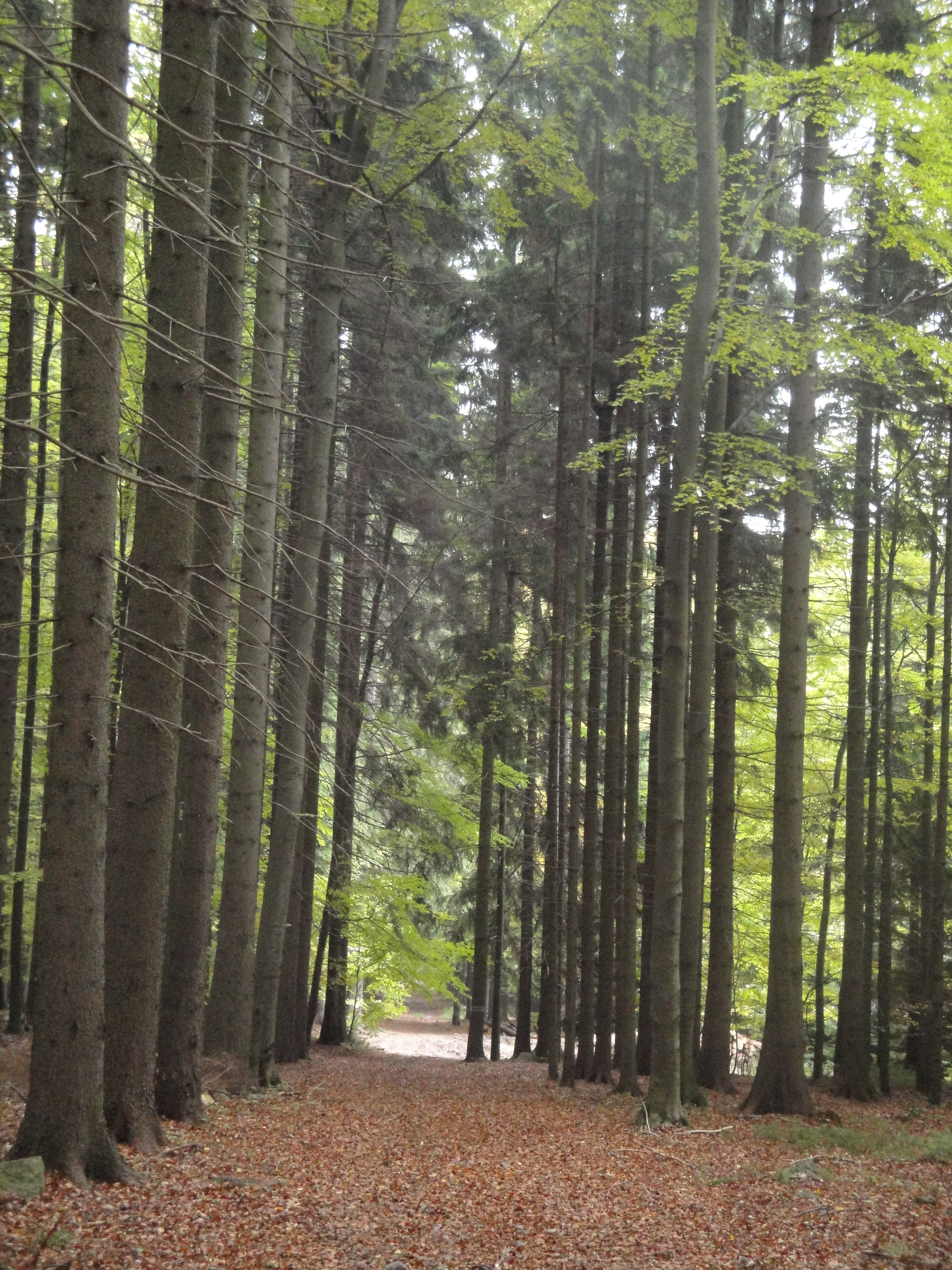
Cesta k Babě

Na území přírodní rezervace z bezobratlých živočichů nalezneme různé druhy střevlíků jako je například střevlík zahradní (Carabus hortensis), střevlík fialový (C. violaceus), střevlík hladký (Carabus glabratus), a střevlíček (Pterostichus burmeisteri). Žijí zde i některé druhy mravenců, např. mravenec lesní (Formica polyxena), a dále mravenec loupeživý (F. sanguinea) a mravenec Lémanův (F. lemani). Byl zde pozorován slepýš křehký (Anguis fragilit), který je silně ohrožený stejně tak jako čáp černý (Ciconia nigra), který dříve hnízdil přímo v lokalitě, dnes má hnízdo asi 1 km na jihovýchod. V chráněném území nalezneme silně ohroženého holuba doupňáka (Columba oenas), hnízdiště datla černého (Dryocopus martius), žluny šedé (Picus canus). Území obývá také silně ohrožený lejsek malý (Ficedula parva), ohrožený krkavec velký (Corvus corax), jeho hnízdění zde nebylo prokázáno, pouze přelety nad lokalitou. Z dalších ohrožených druhů zde žije jestřáb lesní (Accipiter gentilis), výr velký (Bubo bubo) a veverka obecná (Sciurus vulgaris).

## Ochrana
Díky vyhlášení přírodní rezervace Baba – V bukách se zvýšila ochrana přírody. Cílem ochrany je ponechat území samovolnému vývoji, zamezit působení nepříznivých vlivů.
V plánu péče bylo stanoveno zvýšit podíl jedle bělokoré (Abies alba) v lesním porostu a aby docházelo k přirozené obnově buků, a to se v posledních letech daří. Jedle, jilmy, javory se vyskytují v malém množství, proto se musí do lokality vnášet uměle. Bylo také doporučeno vyměnit clonné seče za holoseče. Přirozené zmlazování buku musí být chráněno oplocením. Je důležité podpořit a provádět výchovné zásahy. Negativem je krádež dřeva obyvateli, takže stromy odumřelé, zanechané po těžbě velmi rychle mizí, slouží jako topivo. Tím dochází k ochuzení lokality a je zde nedostatečné množství biomasy a vede to také ke snížení biodiverzity. Aby docházelo k přirozené obnově lesa mělo by dojít ke snížení početnosti spárkaté zvěře.
V blízkosti rezervace se nenachází žádné velké město tudíž ani továrna, díky tomu území není znečišťováno zplodinami. Turisticky ani sportem není přírodní rezervace zvláště ohrožená. Lokalitou neprochází žádná cyklostezka, pouze turisticky značená naučná stezka přírodním parkem Bohdalovsko, délka její trasy je asi 38 km. Větší návštěvnost lesa je především v době růstu hub.
K tomu aby na chráněném území nedocházelo k činnostem, které jsou z ochranářského hlediska nežádoucí, by mělo sloužit rozmístění informačních tabulí.